# Бодіплетизмографія
Бодіплетизмографія — діагностична методика для визначення біомеханічних властивостей органів дихання людини шляхом вимірювання внутрішньогрудного газового об’єму та бронхіального опору потоку повітря, (один з варіантів плетизмографії[джерело?]). Дослідження здійснюється за допомогою спеціального діагностичного приладу – плетизмографа[джерело?]. Не набула загальновизнаного практичного розповсюдження та використання у медицині.

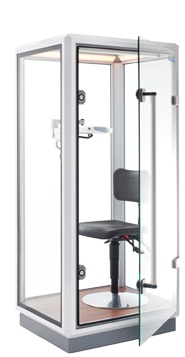
Камера для проведення бодіплетизмографії.

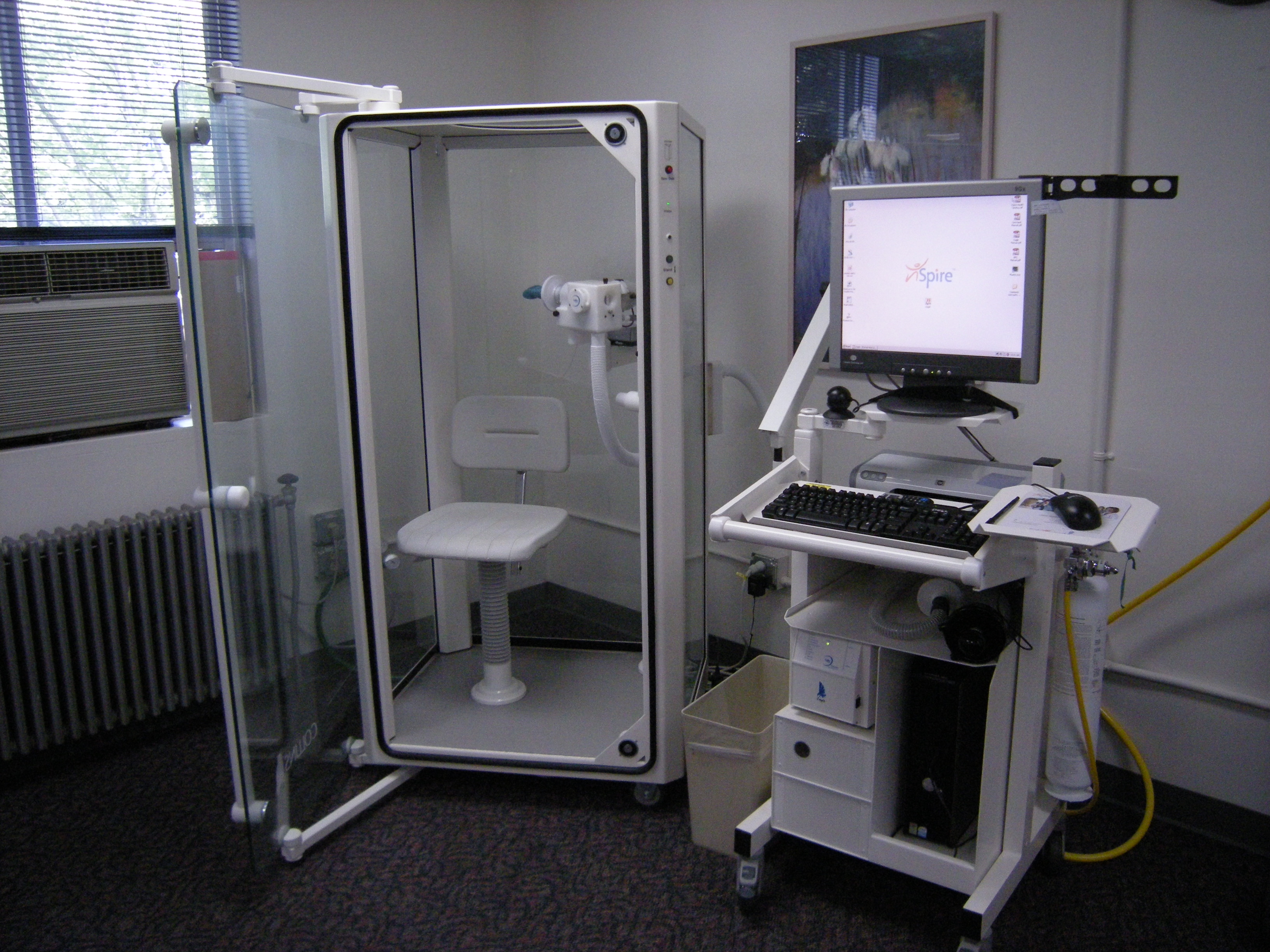
Комплекс обладнання для проведення бодіплетизмографії: камера з датчиком спірометра, комп'ютер.

## Показання
Обстеження пацієнта із ХОЗЛ
Також, деякі автори вказують спорідненість показань із спірометрією, але, на відміну від спірометрії, бодіплетизмографія дозволяє додатково визначити абсолютні легеневі об'єми, дослідження яких при спірометрії неможливе[джерело?]: життєву ємність (місткість) легень (ЖЄЛ), резервний об'єм видиху (РОвд), місткість вдиху (Євд), загальну місткість легень (ЗЄЛ), залишкову місткість легень (ЗалЄЛ), функціональну залишкову місткість легень (ФЗалЄЛ).
Проведення бодіплетизмографії рекомендоване з метою:
- диференціальної діагностики обструктивного та рестриктивного типів порушень механіки дихання;
- діагностика варіантів обструктивного синдрому (бронхогенний та/або обструкція на тлі емфіземи легень);
- диференціальної діагностики бронхіальних та позабронхіальних механізмів погіршення прохідності дихальних шляхів (деструкція еластичних структур паренхіми легень та/або стінок периферичних бронхів; пневмофіброз, зменшення об'єму паренхіми легень, порушення кровообігу в малому колі тощо);
- діагностики ураження дихальних м'язів (виснаження внаслідок хронічного перенавантаження, центральні або периферичні паралічі);
- діагностики зміни еластичності (податливості) грудної клітини.[джерело?]

## Протипоказання
Проведення бодіплетизмографії протипоказане у тих саме випадках, що й спірометрія,[джерело?] з одним додатковим специфічним обмеженням — наявність у пацієнта клаустрофобії.

Згідно з рекомендаціями англ. American Thoracic Society та англ. European Respiratory Society (2019  р.) вважаються відносними наступні протипоказання:
- пов'язані з підвищеним навантаженням на серце або впливом на артеріальний тиск: інфаркт міокарду протягом останнього тижня (допускається виконання спірометрії не раніше, ніж через 1 тиждень після інфаркту міокарда за умови, що стан пацієнта є стабільним), гіпотензія або тяжка артеріальна гіпертензія, клінічно значущі/симптоматичні аритмії, декомпенсована серцева недостатність, неконтрольована легенева гіпертензія, гостре легеневе серце, клінічно нестабільна тромбоемболія легеневої артерії, синкопальні стани, пов'язані з форсованим видихом/кашлем в анамнезі, нестабільна стенокардія;
- пов'язані з підвищенням внутрішньочерепного і внутрішньоочного тиску: церебральна аневризма, нейрохірургічна операція впродовж останніх 4 тижнів, нещодавній струс головного мозку з наявними симптомами, нещодавно перенесене відшарування сітківки (2 місяці після операції), недавня офтальмологічна операція (окулопластика — 2 тижні, лікування склистого тіла — 2 місяці, операція в передній частині ока — 6 місяців);
- пов'язані з підвищеним тиском у приносових пазухах і середньому вусі: операція або інфекція приносових пазух або середнього вуха протягом останнього тижня;
- пов'язані з підвищеним тиском у грудній клітці або черевній порожнині: пневмоторакс, торакохірургічна операція впродовж останніх 4 тижнів, абдомінальна операція впродовж останніх 4 тижнів, пізній термін вагітності або вагітність із цервікальною недостатністю та в стані прееклампсії;
- пов'язані з ризиком передачі інфекції: активне інфекційне захворювання або підозра на нього (включаючи туберкульоз), об'єктивні симптоми, які сприяють передачі інфекції (кровохаркання, відкашлювання великої кількості секрету, зміни в ротовій порожнині або кровотеча з ротової порожнини);
- інші: патологічні стани, які впливають на результат дослідження (наприклад, неконтрольований нападоподібний кашель), ранній післяопераційний період після оперативного втручання на органах черевної порожнини або грудній клітці (унеможливлює правильне виконання дихальних рухів під час обстеження).
- наявність у пацієнта клаустрофобії.

## Методика проведення
Дослідження здійснюється при розміщенні пацієнта у спеціальній закритій кабіні точно заданого об'єму (цей об'єм перед проведенням дослідження калібрується за технологією виробника). Пацієнт одержує інструктаж про хід дослідження та про ті дихальні маневри, які від нього вимагатимуться в ході дослідження. Пацієнт підписує інформовану згоду на проведення дослідження.
Як і при спірометрії, пацієнту на ніс накладається затискач, пацієнт повинен захопити губами мундштук спірометра і утримувати його в роті протягом усього дослідження. Допускається при проведенні дослідження використовувати гумові загубники (як у масках для пірнання), що сприяє кращій герметичності контуру. Під час дослідження пацієнту рекомендується притримувати руками щоки, але не стискати їх, аби уникнути вираженої варіабельності внутрішньоротового тиску при активації автоматичної заглушки повітряного потоку.
Дослідження починається зі спокійного рівномірного дихання, під час якого вимірюється бронхіальна опірність. Потім на кілька секунд автоматично активується заглушка і перекривається подача повітря. Пацієнт під час увімкнення заглушки імітує вдих і видих повітрям, яке на той момент наявне у його дихальних шляхах. При відкритті заглушки пацієнт виконує максимально глибокий вдих і максимально глибокий видих (вимірюються ЖЄЛ, Євд, РОвид). За методикою базисної спірометрії пацієнт виконує маневр форсованого видиху (вимірюються показники об'єму форсованого видиху за першу секунду  — ОФВ1 та функціональна життєва ємність (місткість) легенів — ФЖЄЛ). Потрібно виконати не менше 3 прийнятних (якісних) та відтворюваних спроб.
Критерії прийнятності (за ATS/ERS):
- стабільний рівень ФЗалЄЛ (петля має бути замкненою, не широкою, кут нахилу під час окремих спроб однаковим, обидва кінці петлі ФЗалЄЛ наявні на графіку;
- заглушка закривається на рівні кінця видиху (похибка менш як 200 мл, вмикається і вимикається автоматично);
- виконано не менше трьох прийнятних спроб ФЗалЄЛ;
- варіабельність ФЗалЄЛ менш як 5 %: найбільша ФЗалЄЛ (TGV) — найменша ФЗалЄЛ (TGV) — середня ФЗалЄЛ (TGV);
- відтворюваність двох найкращих показників ЖЄЛ (SVC) — у межах 150 мл;
- у пацієнта без ознак бронхообструкції найбільша ЖЄЛ і найбільша ФЖЄЛ (зі спірограми) відрізняються не більше, ніж на 5 % (приблизно 150 мл).

## Інтерпретація
Оцінка здійснюється шляхом порівняння одержаних результатів з нормативними показниками. Норми є суто індивідуальними та вираховуються автоматично комп'ютерною програмою з врахуванням віку, статі, зросту, маси тіла та етнічної належності пацієнта.
В першу чергу звертають увагу на загальну місткість легень (ЗЄЛ), оскільки бодіплетизмографія є основною методикою виявлення рестриктивних змін, а також показники залишкового об'єму (залишкової місткості) легень і функціональної залишкової місткості (ФЗалЄЛ), які відображають повітряну пастку та гіперінфляцію легень. Ознакою об'ємної рестрикції є зменшення ЗЄЛ нижче нижньої межі норми (англ. low limit of normal —LLN) менше 5-го центиля.